# Кейп, Джоуи
Джоуи Кейп (англ. Joey Cape) — американский певец, музыкант, автор песен и продюсер. Наиболее известен как лидер калифорнийской панк-группы Lagwagon.

## Группы
На данный момент участвует в следующих группах и проектах:
- Lagwagon — вокал
- The Playing Favorites — гитара, вокал
- Me First and the Gimme Gimmes — гитара
- Joey Cape's Bad Loud — гитара, вокал
- Scorpios — гитара, вокал

Ранее участвовал в группах:
- Bad Astronaut — вокал, гитара, бас (2000—2006)
- Section 8 — вокал

Кроме того, Джоуи Кейп продюсировал альбомы следующих исполнителей: The Ataris, Nerf Herder, а также свои группы: Bad Astronaut и Lagwagon.

## Сольная карьера
В 2008 году Джоуи Кейп выпустил сольный акустический альбом «Bridge». Во второй сольный альбом, «Doesn't Play Well with Others», вошли песни, которые Джоуи выпускал в течение 2010 года через свой сайт.
Кроме того, выходили сплит-альбомы с Тони Слаем, Джоном Снодграссом (Jon Snodgrass) и другими.

## Дискография
С Lagwagon: 

С Me First and the Gimme Gimmes: 

С Bad Astronaut: 

### Сольные альбомы
- 2004 — Acoustic (с Тони Слаем)
- 2008 — Bridge
- 2009 — Who Wants to Get Down? (7" с Джоном Снодграссом)
- 2009 — Under the Influence, vol. 11 (7" с Mike Hale)
- 2010 — Don't Wake Up The Kids!! (c Ken Yokoyama и Duncan Redmonds)
- 2010 — Tony Sly / Joey Cape Split 7" (с Тони Слаем)
- 2010 — Liverbirds (с Джоном Снодграссом)
- 2011 — Doesn't Play Well with Others
- 2012 — Joey Cape / Hugo Mudie & The City Streets - Split (с Hugo Mudie из en:The Sainte Catherines)
- 2012 — Acoustic: Volume Two (с Тони Слаем)